# ТЕМ18
Тепловоз ТЕМ18 — російський маневровий тепловоз з електричною передачею (рос. Тепловоз с Электрической передачей, Маневровый), з осьовою формулою 3О−3О. Випускається Брянським машинобудівним заводом (БМЗ) з 1992. 

## Опис
Призначений для маневрової, вивізної та легкої магістральної роботи на залізницях і промислових підприємствах.
БМЗ будує тепловози цієї серії для колії шириною від 1435 до 1676 мм, для помірного і тропічного клімату.
На тепловозі встановлено чотиритактний дизельний двигун 1ПД−1А.
Тепловоз обладнаний:
- Пристроями управління за системою двох одиниць;
- Установкою іскрогасника на вихлопі дизельного двигуна і екранним глушником шуму на всмоктуванні повітря до двигуна;
- Підігрівом надувного повітря дизельного двигуна;
- Другим ступенем очищення повітря, що надходить до двигуна;

В різних варіантах локомотиви цієї серії поставлялися і поставляються в Казахстан, Польщу і Гвінею (2006, 2 тепловози — в тропічному виконанні, з відповідною модифікацією дизельного двигуна, вологостійкою фарбою і спеціальними кабелями).
2006 один тепловоз (ТЕМ18KZ-0001) був виготовлений за участю БМЗ на спільному російсько-казахстанському підприємстві «Казахстанський локомотив» в Павлодарі.
У грудні 2004 Брянський завод отримав сертифікат, який засвідчує відповідність нормам безпеки односекційних маневрових тепловозів типу ТЕМ18.
У зв'язку з планованим завершенням виробництва тепловозів серії ТЕМ18 завод перейшов на випуск маневрових тепловозів ТЕМ18ДМ.